# Skarsvåg

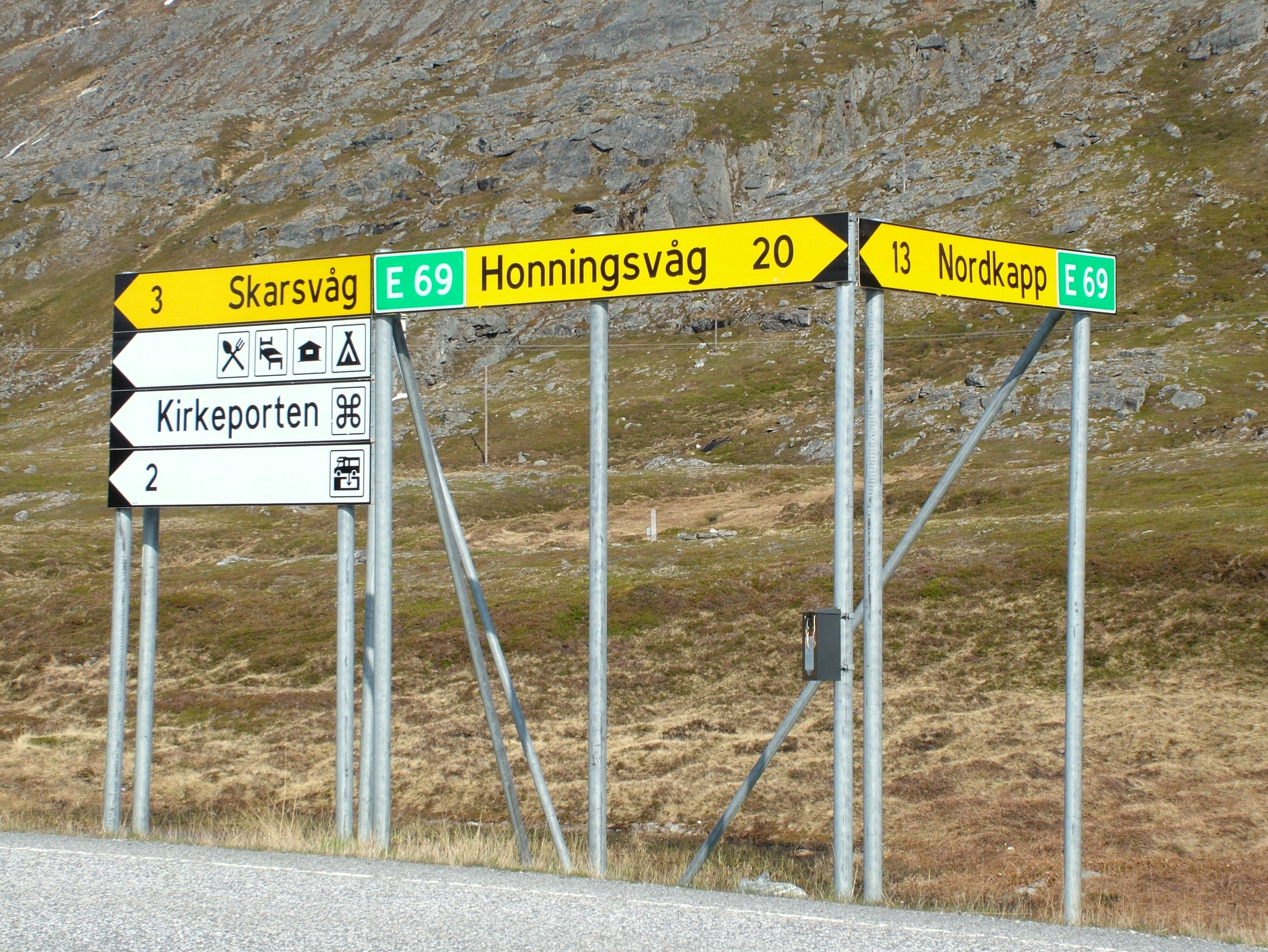
rozwidlenie na E69 do Skarsvåg

Skarsvåg – wieś rybacka w północnej Norwegii, na wyspie Magerøya, w gminie (kommune) Nordkapp w prowincji (fylke) Finnmark. Współrzędne geograficzne 71°6'29"N, 25°48'44"E, położona trzy kilometry od europejskiej trasy E69 i około piętnastu kilometrów (drogą) od Przylądka Północnego, pomiędzy niewielkim jeziorem Storvatnet a morską zatoką – fiordem Morza Barentsa. Najdalej na północ wysunięta miejscowość Europy, zarazem najdalej na północ wysunięty port, kemping i punkt dostępowy Internetu.